# والتر إي. أديسون
والتر إي. أديسون (بالإنجليزية: Walter E. Addison)‏ هو سياسي أمريكي، ولد في 23 يناير 1863 في ريتشموند في الولايات المتحدة، وتوفي في 12 يناير 1925 في لينشبرغ في الولايات المتحدة. حزبياً، نشط في الحزب الديمقراطي. وقد انتخب عضو مجلس ولاية فرجينيا.